# Железная дорога Калка-Шилма
1. перенаправление Железная дорога Калка-Шимла